# Glénay
Glénay ist eine französische Gemeinde mit 539 Einwohnern (Stand: 1. Januar 2022) im Département Deux-Sèvres in der Region Nouvelle-Aquitaine (vor 2016: Poitou-Charentes). Sie gehört zum Arrondissement Bressuire und zum Kanton Bressuire. Die Einwohner werden Glénéens genannt.

## Lage
Glénay liegt etwa 18 Kilometer ostnordöstlich von Bressuire und etwa 55 Kilometer nordwestlich von Poitiers im Weinbaugebiet Vins du Thouarsais und am Thouaret. Umgeben wird Glénay von den Nachbargemeinden Saint-Varent im Norden, Airvault im Osten und Südosten, Boussais im Süden, Faye-l’Abbesse im Südwesten sowie Pierrefitte im Westen.

## Bevölkerungsentwicklung
| Jahr                       | 1962 | 1968 | 1975 | 1982 | 1990 | 1999 | 2006 | 2019 |
| Einwohner                  | 636  | 622  | 515  | 549  | 526  | 499  | 517  | 571  |
| Quellen: Cassini und INSEE |      |      |      |      |      |      |      |      |

## Sehenswürdigkeiten
- Kirche Saint-Martin aus dem 12. Jahrhundert, seit 1929 Monument historique
- Burg Glénay, seit 2000 Monument historique
- Windmühlenreste

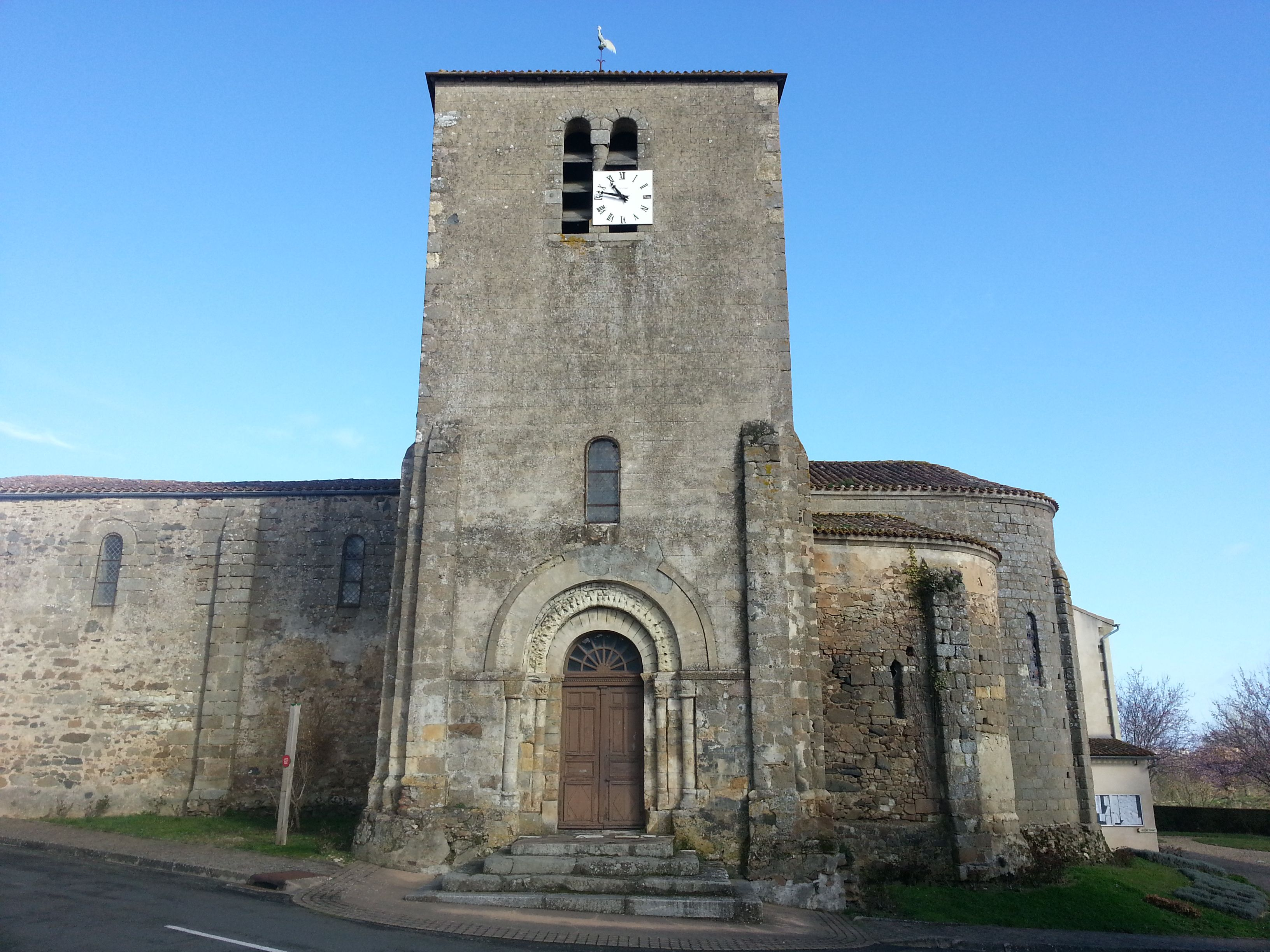
Kirche Saint-Martin
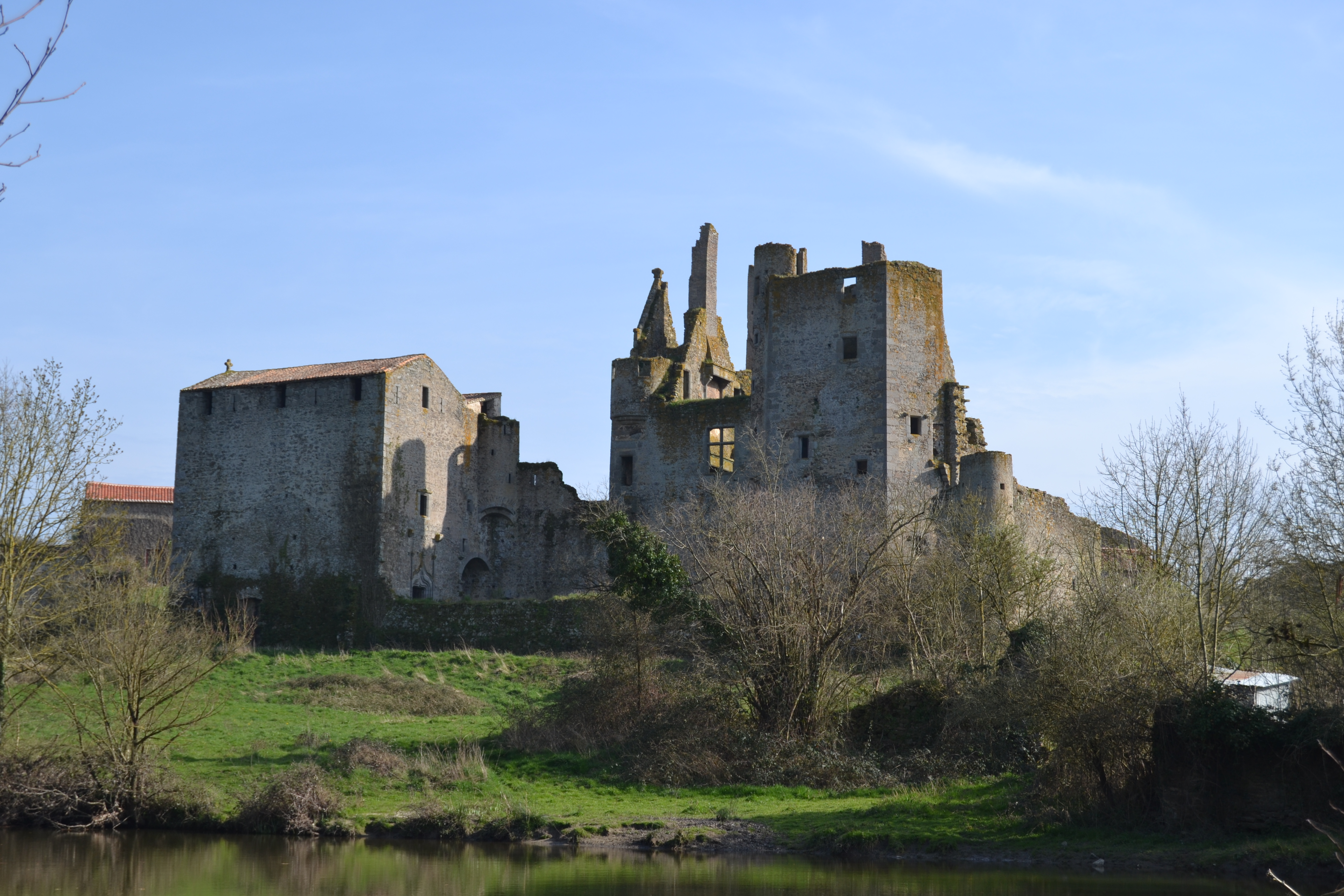
Burg Glénay
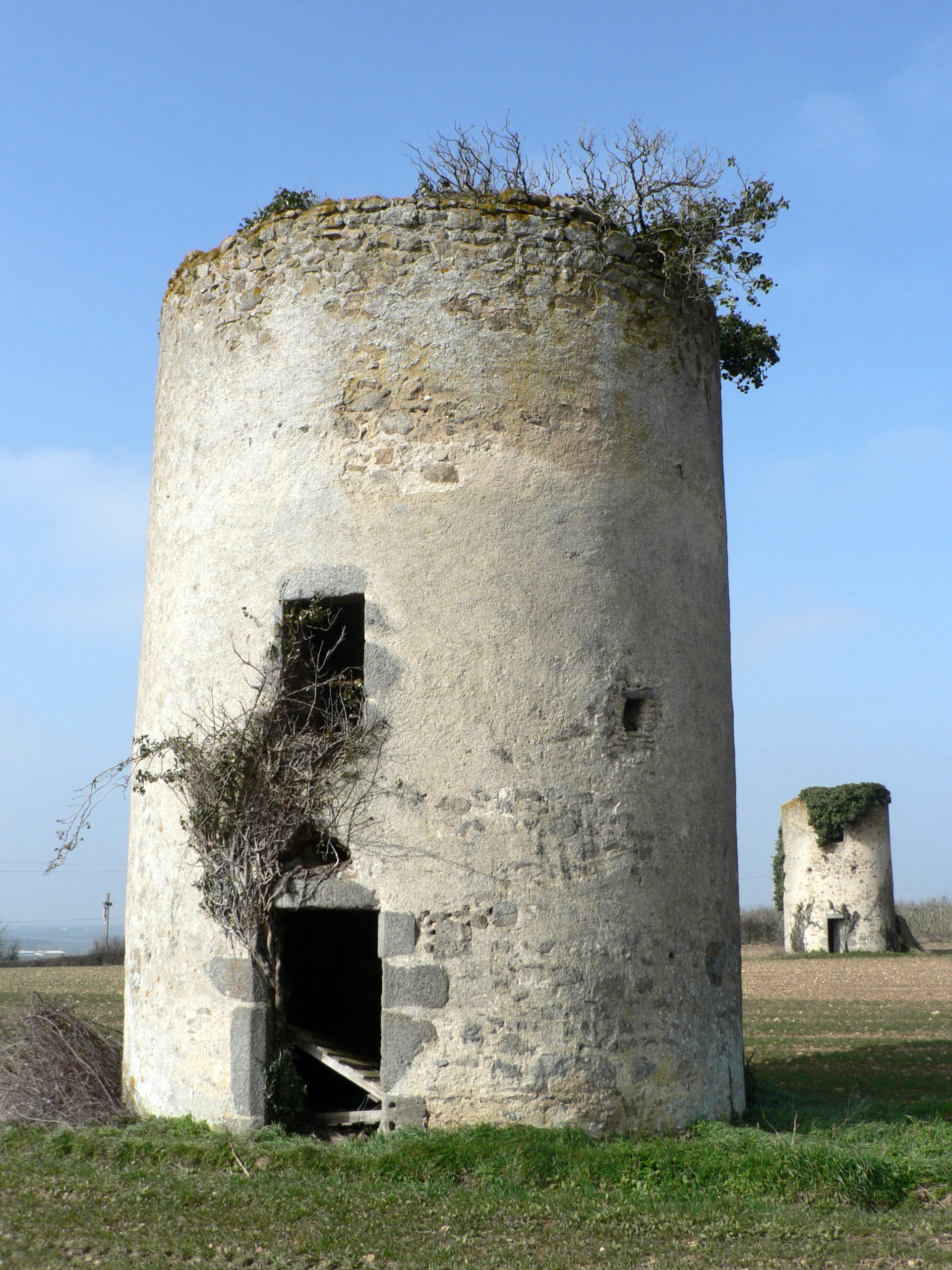
Ehemalige Windmühlen